# Triuncidia ossealis
Triuncidia ossealis là một loài bướm đêm trong họ Crambidae.